# Trachelas oreophilus
Trachelas oreophilus är en spindelart som beskrevs av Simon 1906. Trachelas oreophilus ingår i släktet Trachelas och familjen flinkspindlar. Inga underarter finns listade i Catalogue of Life.